# Списак места Светске баштине у Србији
Организација Уједињених нација за образовање, науку и културу (УНЕСKО) означава места Светске баштине од изузетне универзалне вредности за културну или природну баштину која су номиноване од стране земаља потписница Конвенције о Светској баштини УНЕСКО-а, установљене 1972. године. Културно наслеђе се састоји од споменика (као што су архитектонска дела, монументалне скулптуре или натписи), групе зграда и локалитета (укључујући археолошка налазишта). Природне карактеристике (које се састоје од физичких и биолошких формација), геолошке и физиографске формације (укључујући станишта угрожених врста животиња и биљака) и природни локалитети који су важни са становишта науке, очувања или природне лепоте, дефинишу се као природне наслеђе. Србија је наследила учешће у конвенцији 11. септембра 2001, након распада Југославије.
Завршно са 2024. годином, Србија има пет заштићених локалитета као и једанаест на тентативној листи. Први заштићени локалитети били су Стари Рас и Сопоћани, уписани на трећој сесији УНЕСКО-а 1979. године. Други локалитети уписани су на листу УНЕСКО-а 1986, 2004, 2007, и 2017. године. Сви локалитети су из области културе (спрам природних). Четири од пет локалитета су из средњовековног периода, док је Гамзиград из античког. Средњовековни споменици на Косову и Метохији су прво додати на листу 2004. године а листа је проширене две године касније. Споменици на Косову и Метохији су на листи угрожене баштине од 2006. године, због потешкоћа у управљању и конзервацији локалитета, услед политичке нестабилности на овој територији. Стећци - средњовековни надгробни споменици су транснационални упис, који Србија дели са три суседне земље.

## Локалитети
УНЕСКО сврстава локалитете под десет критеријума; сваки унос мора да испуњава бар један од критеријума. Критеријуми од I до VI су културни, а од VII до X су природни.
| Име места                                   | Фотографија           | Локалитет            | Град/општина | УНЕСКО подаци | Датум | Број | Опис |
| ------------------------------------------- | --------------------- | -------------------- | ------------ | ------------- | ----- | ---- | --- |
| Стари Рас и Сопоћани                        |                       | Ђурђеви Ступови      | Нови Пазар   | Култура       | 1979. | 96   | Стари Рас је био прва престоница Србије и садржи импресивну групу средњовековних споменика коју чине тврђаве, цркве и манастири. Манастир Сопоћани је пример контакта западне и источноримске цивилизације. |
| Стари Рас и Сопоћани                        | Петрова црква         |                      | Нови Пазар   | Култура       | 1979. | 96   | Стари Рас је био прва престоница Србије и садржи импресивну групу средњовековних споменика коју чине тврђаве, цркве и манастири. Манастир Сопоћани је пример контакта западне и источноримске цивилизације. |
| Стари Рас и Сопоћани                        | Сопоћани              |                      | Нови Пазар   | Култура       | 1979. | 96   | Стари Рас је био прва престоница Србије и садржи импресивну групу средњовековних споменика коју чине тврђаве, цркве и манастири. Манастир Сопоћани је пример контакта западне и источноримске цивилизације. |
| Стари Рас и Сопоћани                        | Стари Рас             |                      | Нови Пазар   | Култура       | 1979. | 96   | Стари Рас је био прва престоница Србије и садржи импресивну групу средњовековних споменика коју чине тврђаве, цркве и манастири. Манастир Сопоћани је пример контакта западне и источноримске цивилизације. |
| Манастир Студеница                          |                       | Студеница            | Краљево      | Култура       | 1986. | 389  | Манастир Студеница, који је крајем 12. века основао Стефан Немања, оснивач средњовековне српске државе, највећи је и најбогатији српски православни манастир. Богородичина црква и Краљева црква, обе изграђене од белог мермера, садрже непроцењиве колекције фрескописа из 13. и 14. столећа. |
| Средњовековни споменици на Косову†          |                       | Високи Дечани        | Дечани       | Култура       | 2004. | 724  | Локалитет обухвата четири споменика: Манастир Грачаницу, Богородицу Љевишку, Пећку патријаршију и Високе Дечане. Четири здања овог локалитета одражавају врхунце византијско-романичке црквене културе. |
| Средњовековни споменици на Косову†          |                       | Богородица Љевишка   | Призрен      | Култура       | 2006. | 724  | Локалитет обухвата четири споменика: Манастир Грачаницу, Богородицу Љевишку, Пећку патријаршију и Високе Дечане. Четири здања овог локалитета одражавају врхунце византијско-романичке црквене културе. |
| Средњовековни споменици на Косову†          |                       | Грачаница            | Приштина     | Култура       | 2006. | 724  | Локалитет обухвата четири споменика: Манастир Грачаницу, Богородицу Љевишку, Пећку патријаршију и Високе Дечане. Четири здања овог локалитета одражавају врхунце византијско-романичке црквене културе. |
| Средњовековни споменици на Косову†          |                       | Пећка патријаршија   | Пећ          | Култура       | 2006. | 724  | Локалитет обухвата четири споменика: Манастир Грачаницу, Богородицу Љевишку, Пећку патријаршију и Високе Дечане. Четири здања овог локалитета одражавају врхунце византијско-романичке црквене културе. |
| Гамзиград–Ромулијана, палата Галерија       |                       | Гамзиград            | Зајечар      | Култура       | 2007. | 1253 | Позноримски утврђени комплекс палате и меморијални комплекс изграђен по наруџбини цара Галерија крајем 3. односно почетком 4. века. Познат је као Феликс Ромулијана, назван по царевој мајци. Локалитет се састоји од утврђења, палате у северозападном делу комплекса, базилике, храмова, топлих купатила, меморијалног комплекса и тетрапилона. Група објеката је јединствена и по преплитању свечаних и меморијалних функција. |
| Стећци – средњовековни надгробни споменици* |                       | Мраморје код Перућца | Бајина Башта | Култура       | 2016. | 1504 | Стећци или средњовековни надгробни споменици су монолитни камени споменици пронађени на подручју данашње Босне и Херцеговине, деловима Хрватске, Србије и Црне Горе. Први пут су настали у 12. веку, а врхунац су достигли у 14. и 15. веку. У Србији су уписана три локалитета: Перућац, Растиште и Хрта. |
| Стећци – средњовековни надгробни споменици* | Мраморје код Растишта |                      | Бајина Башта | Култура       | 2016. | 1504 | Стећци или средњовековни надгробни споменици су монолитни камени споменици пронађени на подручју данашње Босне и Херцеговине, деловима Хрватске, Србије и Црне Горе. Први пут су настали у 12. веку, а врхунац су достигли у 14. и 15. веку. У Србији су уписана три локалитета: Перућац, Растиште и Хрта. |
| Стећци – средњовековни надгробни споменици* |                       | Грчко гробље         | Пријепоље    | Култура       | 2016. | 1504 | Стећци или средњовековни надгробни споменици су монолитни камени споменици пронађени на подручју данашње Босне и Херцеговине, деловима Хрватске, Србије и Црне Горе. Први пут су настали у 12. веку, а врхунац су достигли у 14. и 15. веку. У Србији су уписана три локалитета: Перућац, Растиште и Хрта. |

## Предложени списак
Поред локација уписаних на листу светске баштине, државе чланице могу да одржавају тентативну листу које касније могу да буду размотре за званичну номинацију. Номинације за листу светске баштине се прихватају само ако је локалитет претходно био наведен на прелиминарној листи. Од 2021. године, Србија је навела једанаест локалитета на својој прелиминарној листи.
На следећем списку налазе се локалитети за које Влада Србије намерава да аплицира за упис у Светску баштину.
| Слика | Име                                                           | Локација                           | УНЕСКО подаци             | Опис |
| ----- | ------------------------------------------------------------- | ---------------------------------- | ------------------------- | --- |
|       | Царичин град                                                  | Надомак Лесковца                   | Култура (i, iii)          | Град је подигао византијски цар Јустинијан I у близини свог родног места, да би успоставио контролу Византије и помогао ширење хришћанства. |
|       | Национални парк Ђердап                                        | На Дунаву, надомак Доњег Милановца | Природа ( vii, x )        | Подручје показује различите морфолошке појаве, као што су клисуре, крашки рељефи и кречњачке висоравни, и дом је широког спектра животињских и биљних врста. На овом подручју налази се и значајно праисторијско археолошко налазиште Лепенски Вир. |
|       | Манастир Манасија                                             | Деспотовац                         | Култура (i, ii, iv, vi )  | Манастир је подигнут после Косовске битке као задужбина деспота Стефана Лазаревића. Градња је трајала од 1406 до 1418. |
|       | Историјско место Бача и околина                               | Бач                                | Култура (ii, iii, v )     | Град Бач садржи грађевине изграђене од 12. до 19. века под утицајима романике, готике, ренесансе, византијске и исламске уметности и барока. Подручје има мултиетничко становништво Срба, Словака, Хрвата, Мађара, Румуна и Рома. |
|       | Национални парк Шар-планина                                   | Призрен                            | Природа (vii, x )         | Национални парк представља једно од најважнијих заштићених подручја на Балкану, где живи више од 1.500 биљних врста, од којих је око 20% ендемских и реликтних. Присутне су и бројне врсте птица. Високи делови масива имају прелазне карактеристике алпског и оро-медитеранског региона. |
|       | Рајац                                                         | Неготин                            | Култура (iii, iv, v, vi ) | Вински подруми у неготинском крају потичу из друге половине 19. века. Ови вински подруми су често грађени као монументалнији и квалитетнији објекти од породичних кућа. Људи који живе у овом крају чувају разне традиционалне обичаје везане за производњу вина. |
|       | Смедеревска тврђава                                           | Смедерево                          | Култура (iv, v)           | Тврђава је последње велико остварење српског војног градитељства и једно од највећих утврђења у југоисточној Европи. Подигнута је да замени Београд, који је после смрти Стефана Лазаревића 1427. године предат Мађарима. За разлику од Београда, нова Смедеревска тврђава заузимала је нешто мањи одбрамбени простор, једноставнијег унутрашњег уређења. На дизајн тврђаве утицали су Цариградски бедеми. |
|       | Специјални природни резерват Делиблатска пешчара              | Банат                              | Природа (viii, ix, x )    | Велико пешчано подручје, остаци древне пустиње настале од повлачења Панонског мора. Подручје је углавном прекривено вегетацијом која је планирано уведена у последњих 170 година. |
|       | Ђавоља варош                                                  | Куршумлија                         | Природа (vii )            | Стенске формације, настале као резултат водене ерозије вулканског туфа. Постоји преко 200 стубова, висине од 2 до 15 метара. Већина њих има андезит блокове на врху, штитећи их од даље ерозије. |
|       | Национални парк Тара са кањоном реке Дрине                    | Бајина Башта                       | Природа (x)               | Важно заштићено подручје насељено великим бројем биљних и животињских врста. Међу угроженим животињским врстама присутним на локалитету су смеђи медвед, дивокоза и златни орао. |
|       | Границе Римског царства                                       | Дунавски лимес                     | Култура (ii, iii, iv )    | Утврђења дуж римског лимеса. Локације у Србији, између осталог, укључују остатке Петроварадина, Београда, Земуна, Кладова, Голупца и Трајанову таблу. Номинација је заједничка са суседним земљама Хрватском, Бугарском и Румунијом. |
|       | Древне и исконске букове шуме Карпата и других региона Европе | Копаоник, Тара, Фрушка гора        | Природа                   | Подручја букових шума у оквиру националних паркова Фрушка Гора, Тара и Копаоник. Кономинација Србије заједно са још 12 европских држава. |